# Жонсьник (Островський повіт)
Жонсьник (пол. Rząśnik) — село в Польщі, у гміні Старий Люботинь Островського повіту Мазовецького воєводства.
Населення — 243 особи (2011).
У 1975-1998 роках село належало до Остроленцького воєводства.

## Демографія
Демографічна структура станом на 31 березня 2011 року:
|          | Загалом | Допрацездатний вік | Працездатний вік | Постпрацездатний вік |
| -------- | ------- | ------------------ | ---------------- | -------------------- |
| Чоловіки | 115     | 21                 | 69               | 25                   |
| Жінки    | 128     | 29                 | 65               | 34                   |
| Разом    | 243     | 50                 | 134              | 59                   |